# Nebria intermedia
Nebria intermedia är en skalbaggsart som beskrevs av Vandyke. Nebria intermedia ingår i släktet Nebria och familjen jordlöpare. Inga underarter finns listade i Catalogue of Life.